# Biblioteca de sementes

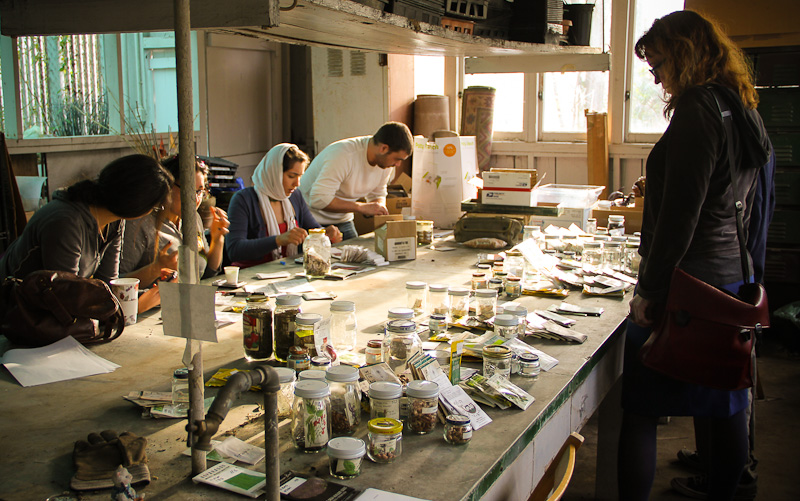
A Biblioteca de Sementes de Los Angeles: reunião mensal

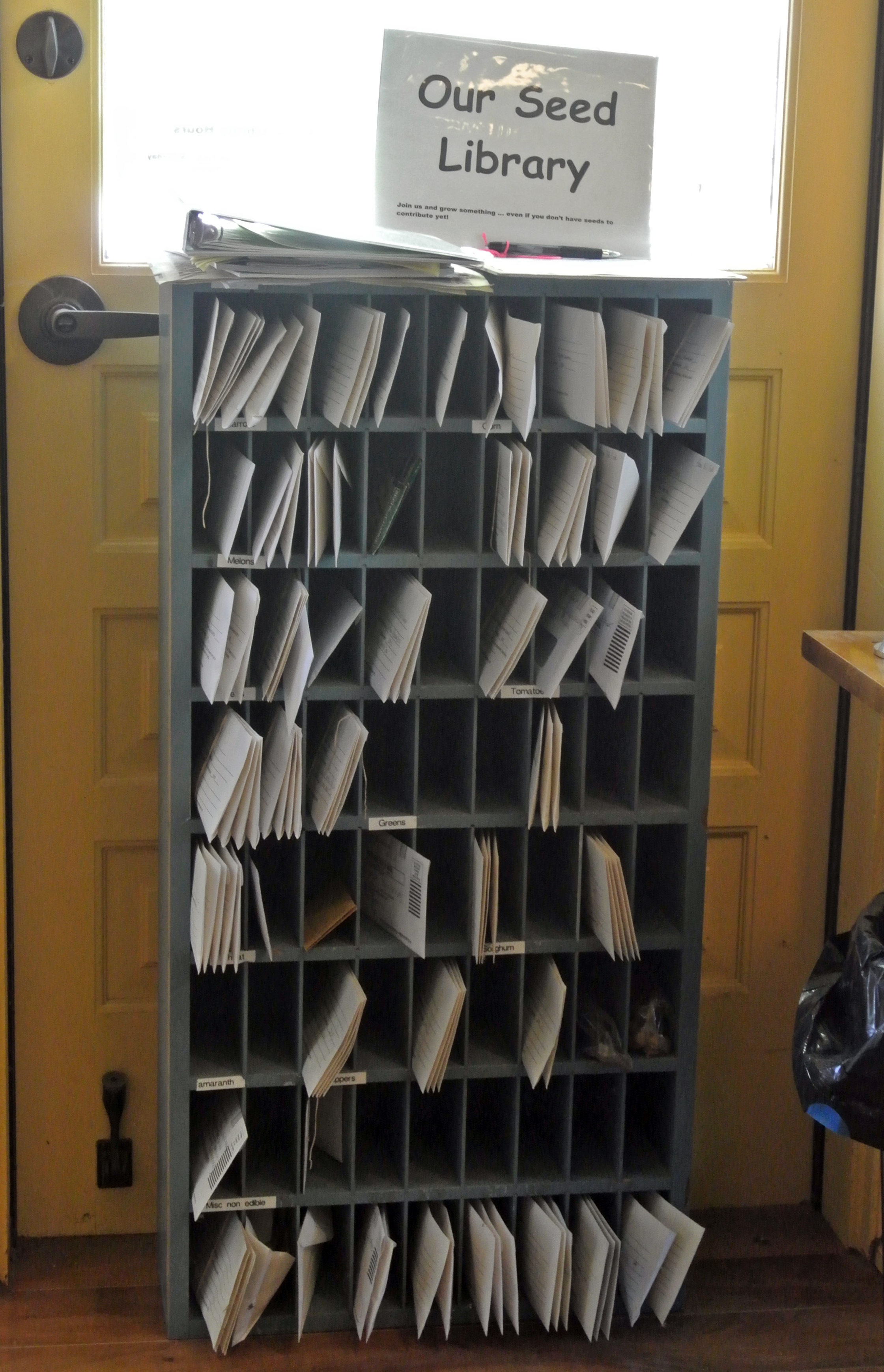
Estante de uma biblioteca de sementes

Uma biblioteca de sementes é uma instituição que empresta ou compartilha sementes. Difere de um banco de sementes, pois o seu principal propósito não é guardar e conservar germoplasma ou sementes contra a sua possível destruição, mas disseminá-las ao público, que preserva as variedades vegetais através da sua propagação e do posterior compartilhamento de sementes.

## Função
Bibliotecas de sementes geralmente mantêm suas coleções por meio de doações dos membros. mas também podem operar como operações puras de caridade com o objetivo de servir jardineiros e agricultores. Um atributo comum de muitas bibliotecas de sementes é preservar a biodiversidade agrícola, focando em variedades de sementes raras, locais e antigas.
Bibliotecas de sementes usam métodos variados para compartilhar sementes, em especial:
- Feiras de troca de sementes, em que membros da biblioteca ou o público se encontram e trocam sementes
- "Empréstimo" de sementes, em que as pessoas retiram sementes da coleção da biblioteca, cultivam, guardam as sementes vindas da planta cultivada e as devolvem para a biblioteca

Bibliotecas de sementes podem funcionar como projetos em bibliotecas públicas. Isso faz com que angariem apoiadores como uma novidade suplementar ao empréstimo de livros. Bibliotecas públicas são um espaço apropriado pois tornam as sementes e plantas disponíveis para todos.
Enquanto o "empréstimo de sementes é simples, o retorno apresenta um desafio, pois as sementes podem ser inadvertidamente híbridas.
Bibliotecas de sementes são um complemento a atividades preservacionistas de bancos de sementes, coletando variedades locais e crioulas. Em teoria, o empréstimo e devolução de sementes também promove a agricultura local, com cultivos adaptados à região.

## Leituras complementares
- A Seed Library Thrives, New York Times
- The Seed Library Movement from Roots to Bloom
- Sowing Revolution: Seed Libraries Offer Hope for Freedom of Food
- «Seed lending library sprouts in West Concord», Massachusetts, Boston Globe, 10 de julho de 2013